# San Jorge (Costa Rica)
San Jorge è un distretto della Costa Rica facente parte del cantone di Los Chiles, nella provincia di Alajuela.